# Pierre Roh
Pour les articles homonymes, voir Roh.
Pierre Roh, né le 14 aout 1811 à Conthey en Valais (Suisse) et décédé le 17 mai 1872 à Bonn (Allemagne), était un prêtre jésuite suisse, prédicateur de renom, théologien et écrivain, particulièrement actif dans les missions paroissiales de campagne. 

## Biographie

### Famille et formation
Pierre Roh est né le 14 août 1811 à Conthey, dans une famille aisée de vignerons francophones, Roh n’en devint pas moins un des prédicateurs de langue allemande les plus brillants du XIXe siècle. Âgé de treize ans, il commence son étude de l’allemand auprès d’un curé germanophone afin de pouvoir être admis au collège jésuite de Brigue (1821 à 1827) puis de Sion (1826 à 1827). 
Entré chez les jésuites le 16 septembre 1829 il fait son noviciat à Estavayer (près de Fribourg). Sa formation spirituelle de base terminée il poursuit des ‘Humanités’ à Brigue (1831-1832) et fait la philosophie à Brigue et Fribourg (1832-1834). Il enseigne ensuite durant trois ans à Fribourg (1834 à 1837) où il fait également les études de théologie préparatoires au sacerdoce (1837-1841), au terme desquelles il est ordonné prêtre (le 19 septembre 1840, à Fribourg). Sa formation se termine avec le ‘Troisième An’ qu’il accomplit au sanctuaire Notre-Dame d’Ay en France (1841-1842).

### Premières années en Suisse
Roh est envoyé enseigner la théologie dogmatique à Fribourg (1842-1845). C’est de là qu’il donne sa première ‘mission populaire’ à Carouge, près de Genève. Il fait ensuite partie du premier groupe de jésuites chargés de reprendre le séminaire de Lucerne : il y enseigne le dogme et l’éloquence sacrée. Le 15 août 1847 Roh fait sa profession religieuse définitive. 
Durant la guerre du Sonderbund (1847) Roh est aumônier des troupes catholiques de Lucerne. Lorsque la résistance catholique s’effondre (novembre 1847) les jésuites doivent quitter la Suisse. Roh passe en Italie. Dans une lettre au provincial de France Roh explique l’attitude engagée des Jésuites lors de ce conflit civil. 

### En exil, hors de Suisse
Après un bref séjour en Autriche (Linz et Innsbruck), il devient le tuteur (1848 à 1849) de la famille du maire de Lucerne, Siegwaert-Müller, en exil à Rappoltsweiler, en Alsace, puis est envoyé en Belgique enseigner le dogme au théologat jésuite de Louvain (1849-1850). 
En 1850 Roh se trouve en Allemagne comme prédicateur, directeur de missions paroissiales et conférencier. De 1850 à 1857 ses missions populaires sont extrêmement fructueuses, en particulier dans les grandes villes. Ensuite à Paderborn (1857-1863) il est prédicateur principal à la cathédrale et professeur de dogme au théologat jésuite. Entre 1863 et 1872, il enseigne la théologie au scolasticat de Maria-Laach et se consacre sans relâche à la prédication et conférences en Allemagne et au-delà de ses frontières. Il participe au concile Vatican I (1869-1870) en tant que théologien expert.  
Résidant à Bonn depuis Pâques 1872, et peu avant l’expulsion des Jésuites de l’empire allemand il est victime d’un accident vasculaire cérébral qui met fin à ses activités. Pierre Roh meurt le 17 mai 1872.

## Carrière
Très doué pour l’improvisation oratoire il ne lui était pas facile d’écrire ses sermons. Roh se contentait de noter des idées et des textes-clés de l’Écriture Sainte et comptait sur l’inspiration du moment pour donner forme définitive à ses idées. Il n’en parlait pas moins avec une remarquable précision et une connaissance profonde de la nature humaine qui captivait ses auditeurs. Protestants et catholiques – anti-jésuites ou pas – reconnaissaient son talent et exprimaient leur admiration. Néanmoins sa défense publique et vigoureuse de l’Église catholique et des Jésuites en firent une cible d’attaques et de calomnies qui l’entrainèrent dans plusieurs controverses. 
Bien que pas vraiment homme de plume Pierre Roh a laissé quelques écrits. Dans ses premières années d’apostolat, en Suisse, il écrivit une défense des Jésuites : ‘Les Jésuites au Valais’ (1844). En Allemagne il publie Das alte Lied: Der Zweck heiligt die Mittel, im verbessert Texte und auf eine neue Melodie gesetzt (1853). Il y offre 1000 florins à qui démontrerait qu’un jésuite ait jamais défendu, dans quelque livre que ce soit le principe que ‘la fin justifie les moyens’..  
Ses essais les plus importants sont Die Grundirrthümer unserer Zeit et Was ist Christus?. Ses écrits comme sa parole défendent l’Église catholique et la Compagnie de Jésus durant une époque difficile et révolutionnaire autant en Allemagne qu’en Suisse.  Son succès en ce domaine était tel que Franz Heinrich Reusch, théologien et historien vieux-catholique allemand le considère comme «le porte-parole germanophone le plus puissant et efficace qu’ont eu les jésuites dans ce siècle»

## Écrits
- Die heilige Volksmission in Augsburg, Augsbourg, 1853.
- Die Neueren Jesuiten, dans Historische-politische Blätter, 1865 (vol. 1), pp.679-688.
- Die Grundirrthümer unserer Zeit, Fribourg en Brisgau, 1865.
- Was ist Christus?, Fribourg en Brisgau, 1872.